# Сабала, Леонардо
Леона́рдо Ясси́р Саба́ла Себа́льос (исп. Leonardo Yassir Zabala Zeballos; родился 23 мая 2002, Санта-Крус-де-ла-Сьерра) — боливийский футболист,  защитник клуба «Канкун» и национальной сборной Боливии.

## Клубная карьера
Уроженец города Санта-Крус-де-ла-Сьерра, Леонардо начал свою футбольную карьеру в местной академии «Тауичи», после чего выступал за другую местную молодёжную команду «Кальеха». В 2019 году стал игроком молодёжной команды бразильского клуба «Палмейрас». В октябре 2020 года подписал с клубом профессиональный контракт.

## Карьера в сборной
В 2019 году в составе сборной Боливии до 17 лет сыграл на чемпионате Южной Америки (до 17 лет), который прошёл в Перу. Сыграл в трёх матчах против сборных Эквадора, Венесуэлы и Перу. 9 октября 2020 года дебютировал за главную сборную Боливии в матче отборочного турнира к чемпионату мира против сборной Бразилии.